# 타티야나 아니시모바
타티야나 아니시모바(러시아어: Татияна Анѝсимова, 1949년 10월 19일 ~ )는 러시아의 전직 육상 선수로 소련을 대표했다. 아니시모바는 레닌그라드의 부레베스트니크에서 훈련했다. 그녀는 1978년 유럽 육상 선수권 대회에서 은메달을 획득했다.

## 인물 정보
타티야나 아니시모바는 1976년 몬트리올 올림픽 여자 100m 허들에서 은메달을 획득했다.
그녀의 키는 1.74m이고 몸무게는 64kg이다.

## 참조
- Sprots Reference